# Classe Bigliani
Le unità classe Bigliani sono guardacoste in servizio con la Guardia di Finanza per le attività di istituto nelle acque territoriali e in altura.

## Caratteristiche

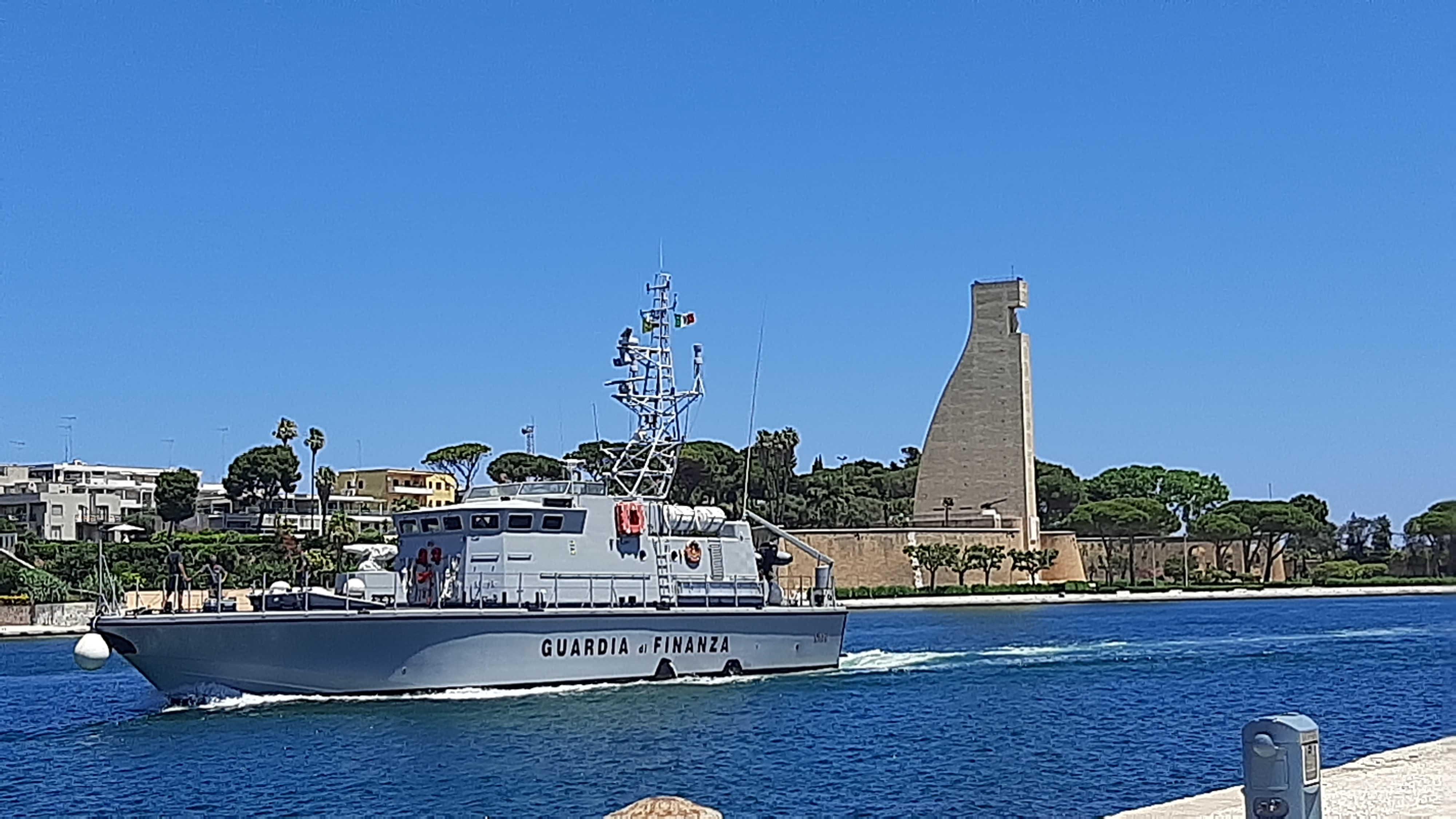
Un'unità di classe Bigliani nel porto di Brindisi

Le prime due unità sono entrate in servizio nel 1987. Sono unità molto robuste, caratterizzate da una buona tenuta del mare e da una completa dotazione elettronica per la navigazione. La propulsione è costituita da due motori diesel che permettono una velocità massima di 42 nodi e una autonomia adeguata ai compiti da assolvere. Dalla Classe Bigliani sono derivate le unità della classe Mazzei uguali alle unita della classe Bigliani ma lunghe 35 metri e conosciute anche come Serie IV, V e VII della Classe Bigliani.

## Unità
I serie  (cedute alla polizia di frontiera rumena nel 2013 a seguito di accordi bilaterali siglati nel 2005)
- G.80 Bigliani
- G.81 Cavaglià

II serie (cedute nel 2009 e 2013 alla Libia)
- G.82 Galiano
- G.83 Macchi
- G.84 Smalto
- G.85 Fortuna
- G.86 Buonocore
- G.87 Squitieri

III serie
- G.78 Ottonelli
- G.79 Barletta
- G.88 La Malfa
- G.89 Rosati

VI serie
- G.116 Laganà
- G.117 Sanna
- G.118 Inzucchi
- G.119 Vitali
- G.120 Calabrese
- G.121 Urso
- G.122 La Spina
- G.123 Salone
- G.124 Cavatorto
- G.125 Fusco

VIII serie
- G.126 Salvatore De Rosa
- G.127 Finanziere Zoccola
- G.128 Vicebrigadiere Stanisci
- G.129 Vicebrigadiere Sottile
- G.130 Vicebrigadiere De Falco

### Unità tipo Mazzei

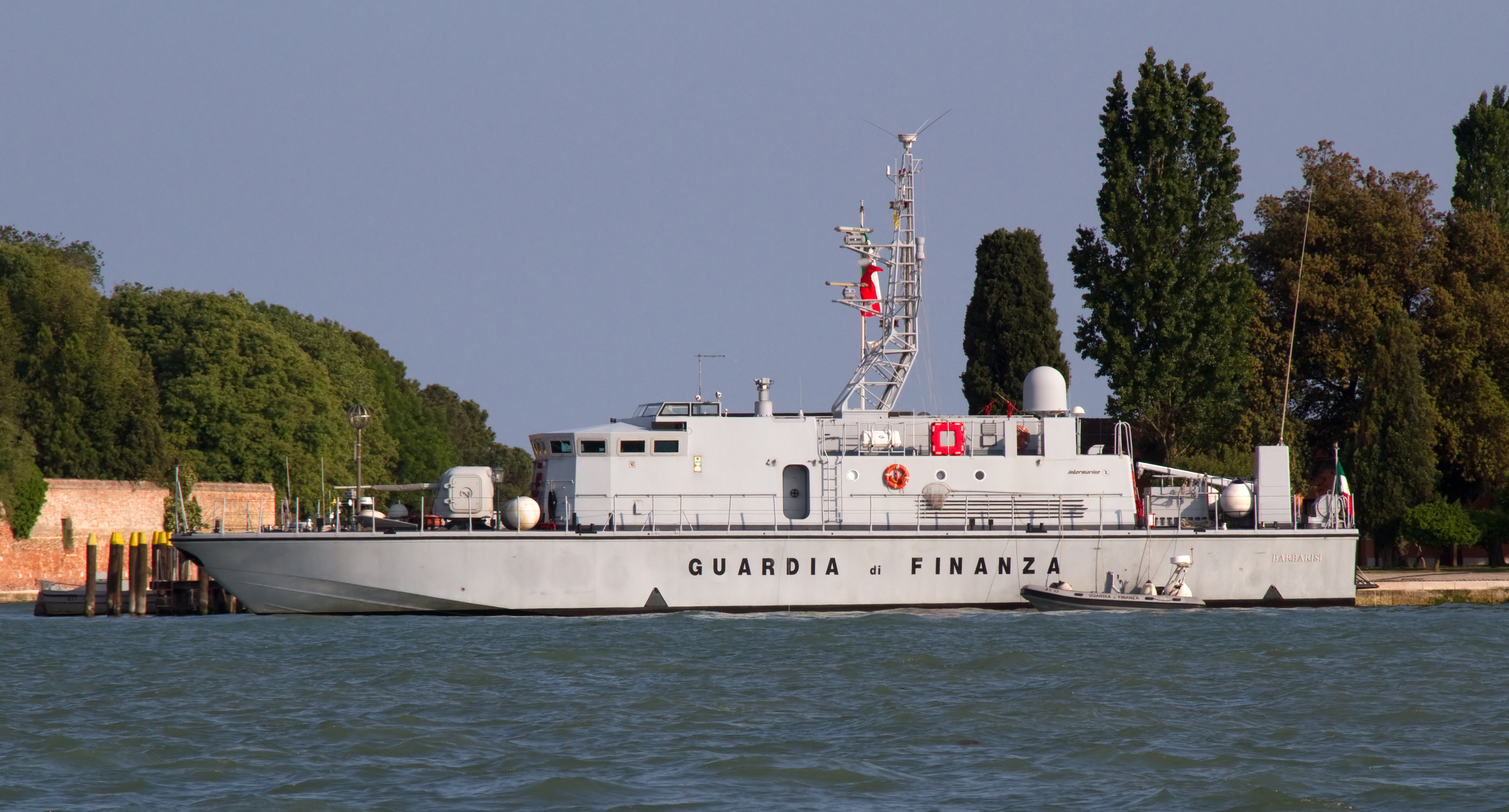
Il guardacoste Barbarisi a Venezia

IV serie (Unità addestrative)
- G.1 Mazzei
- G.2 Vaccaro

V serie
- G.3 Di Bartolo
- G.4 Avallone
- G.5 Oltramonti
- G.6 Barbarisi
- G.7 Paolini

VII serie
- G.8 Brigadiere Greco
- G.9 Finanziere Cinus

## Cessioni
Le due unità della prima serie, le motovedette Bigliani e Cavaglià, in base ad un accordo del dicembre 2005, sono state cedute il 31 maggio 2013 a Gaeta dalla Guardia di Finanza alla Polizia di Frontiera della Romania, ribattezzate rispettivamente MAI 2113 e MAI 2114. Sempre in base ad accordi intergovernativi del 2008 la Guardia di Finanza ha ceduto alla Guardia costiera libica sei guardacoste della classe Bigliani.
Le prime tre unità sono state consegnate il 14 maggio 2009 a Gaeta, i guardiacoste della seconda serie Macchi, Smalto e Buonocore, i cui equipaggi libici sono stati addestrati dalla Guardia di Finanza alla scuola nautica del corpo di Gaeta, e che la Guardia costiera libica non ha perso tempo a impiegare contro gli italiani: il 22 luglio successivo alla consegna infatti due motopescherecci italiani, Monastir e Tulipano, sono stati sequestrati dai libici in acque internazionali, ma rivendicate dalla Libia. Il comandante della motovedetta ha anche sbeffeggiato i pescatori dicendo: "«Senza le imbarcazioni che ci ha donato il vostro governo non saremmo mai stati in grado di inseguirvi e catturarvi»".
Le altre tre unità sono consegnate il 12 febbraio 2010 sempre a Gaeta nel corso di una cerimonia alla presenza del Ministro dell'interno Maroni, dell'ambasciatore libico in Italia Hafed Gaddur, dell capo della polizia Manganelli e del comandante generale della Guardia di Finanza Cosimo D'Arrigo. Le sei unità, durante gli avvenimenti del 2011 che hanno portato alla caduta di Gheddafi, sono state pesantemente danneggiate e due di esse praticamente distrutte, mentre le altre quattro sono ritornate in Italia per le riparazioni che, in base al trattato, spettano all'Italia a spese del governo italiano.